# Frederick Chapman (futbolista)
Frederick William Chapman (Nottingham, 10 de maig de 1883 – Linby, Nottinghamshire, 10 de maig de 1951) va ser un futbolista anglès que va competir a començaments del segle xx. Jugà com a centrecampista i en el seu palmarès destaca una medalla d'or en la competició de futbol dels Jocs Olímpics de Londres de 1908.
A la selecció britànica hi jugà un total de 3 partits, en què marcà dos gols.